# Gruppo del Bosconero
Il Gruppo del Bosconero è un massiccio delle Dolomiti la cui quota massima è il Sasso di Bosconero alto 2.468 m s.l.m., in Veneto (provincia di Belluno).

## Classificazione

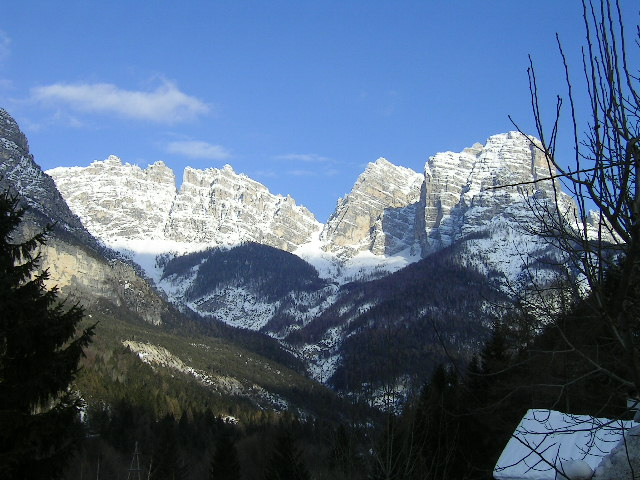
Sasso di Bosconero

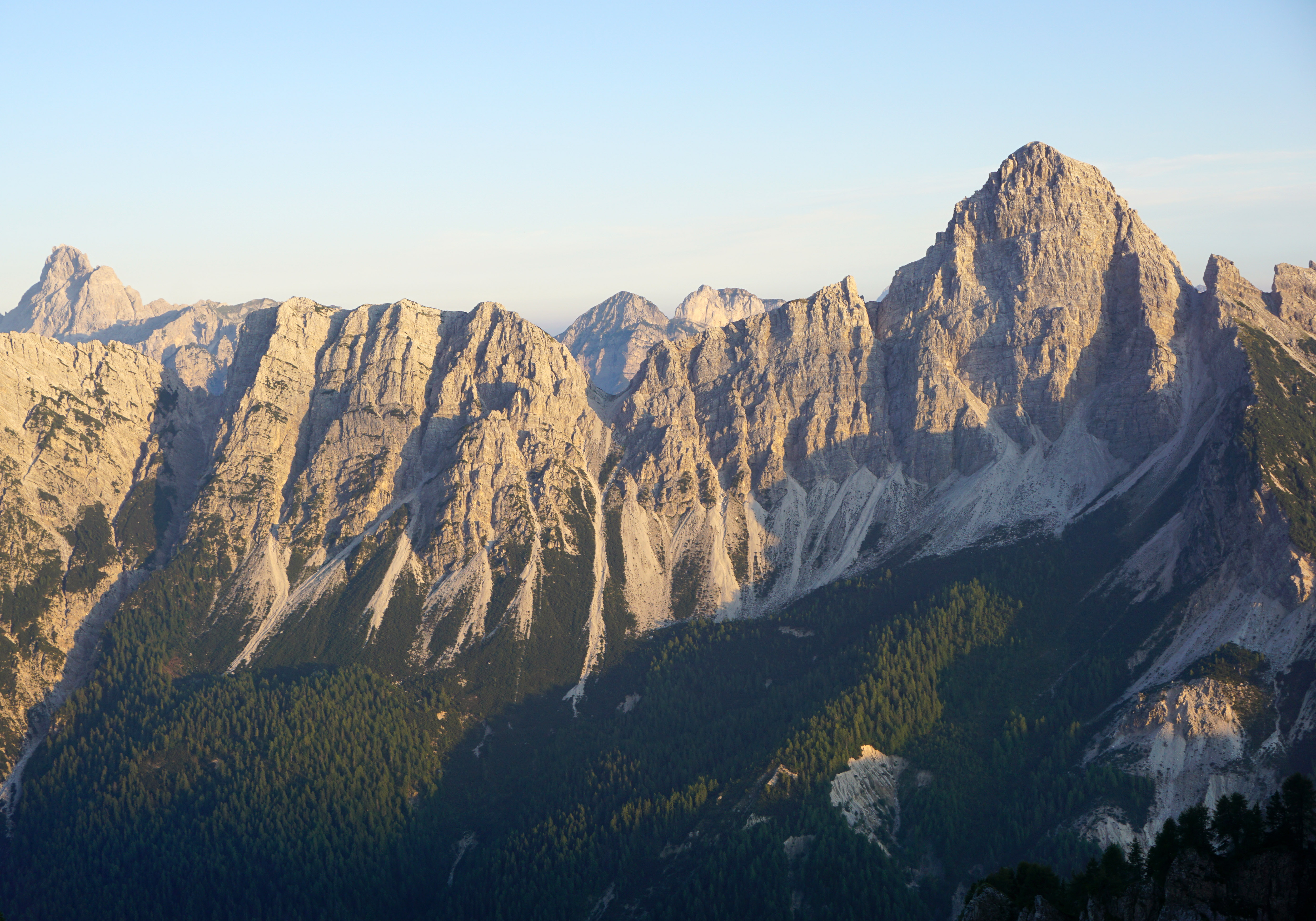
Sassolungo di Cibiana

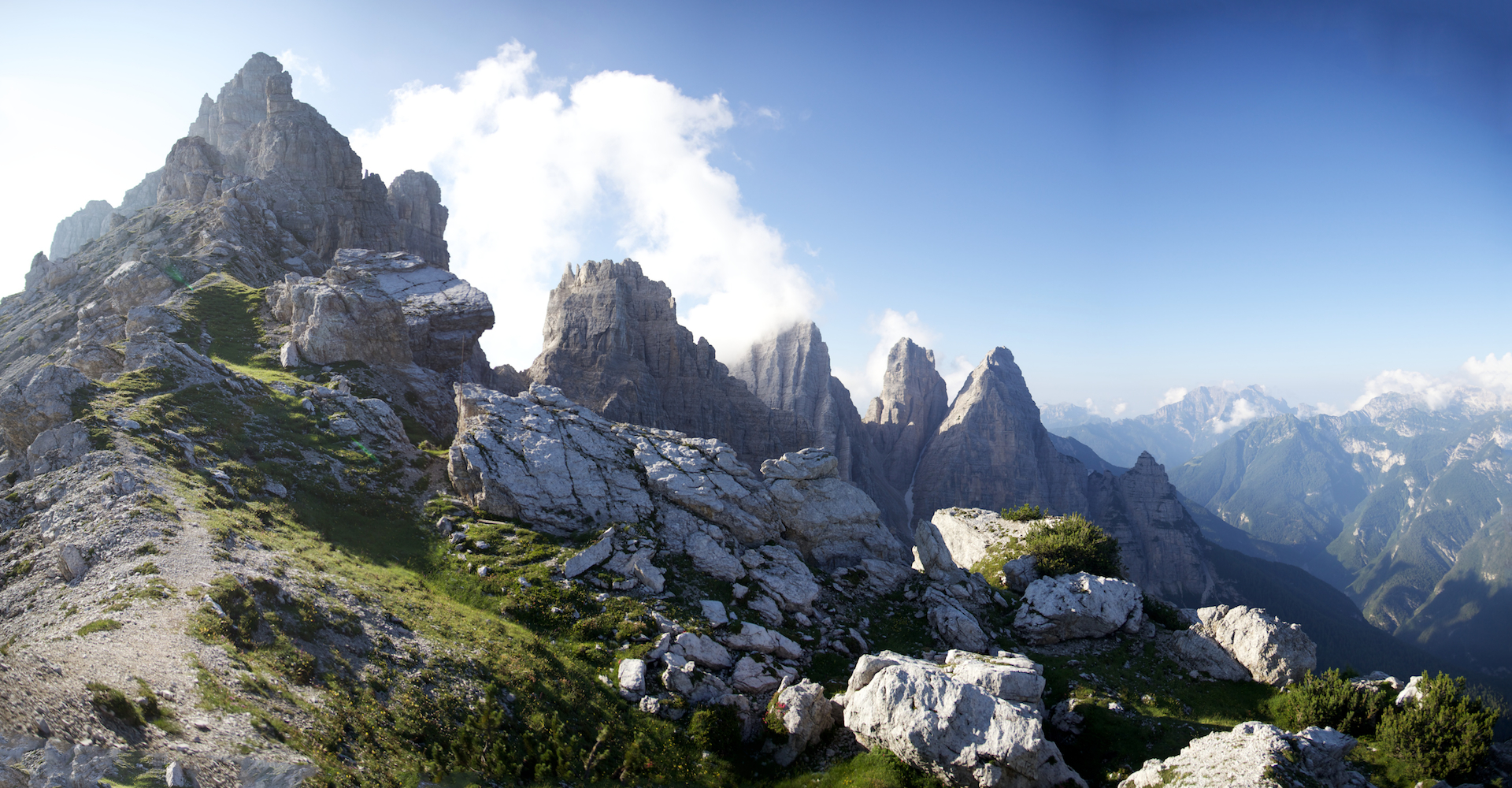
Sasso di Toanella

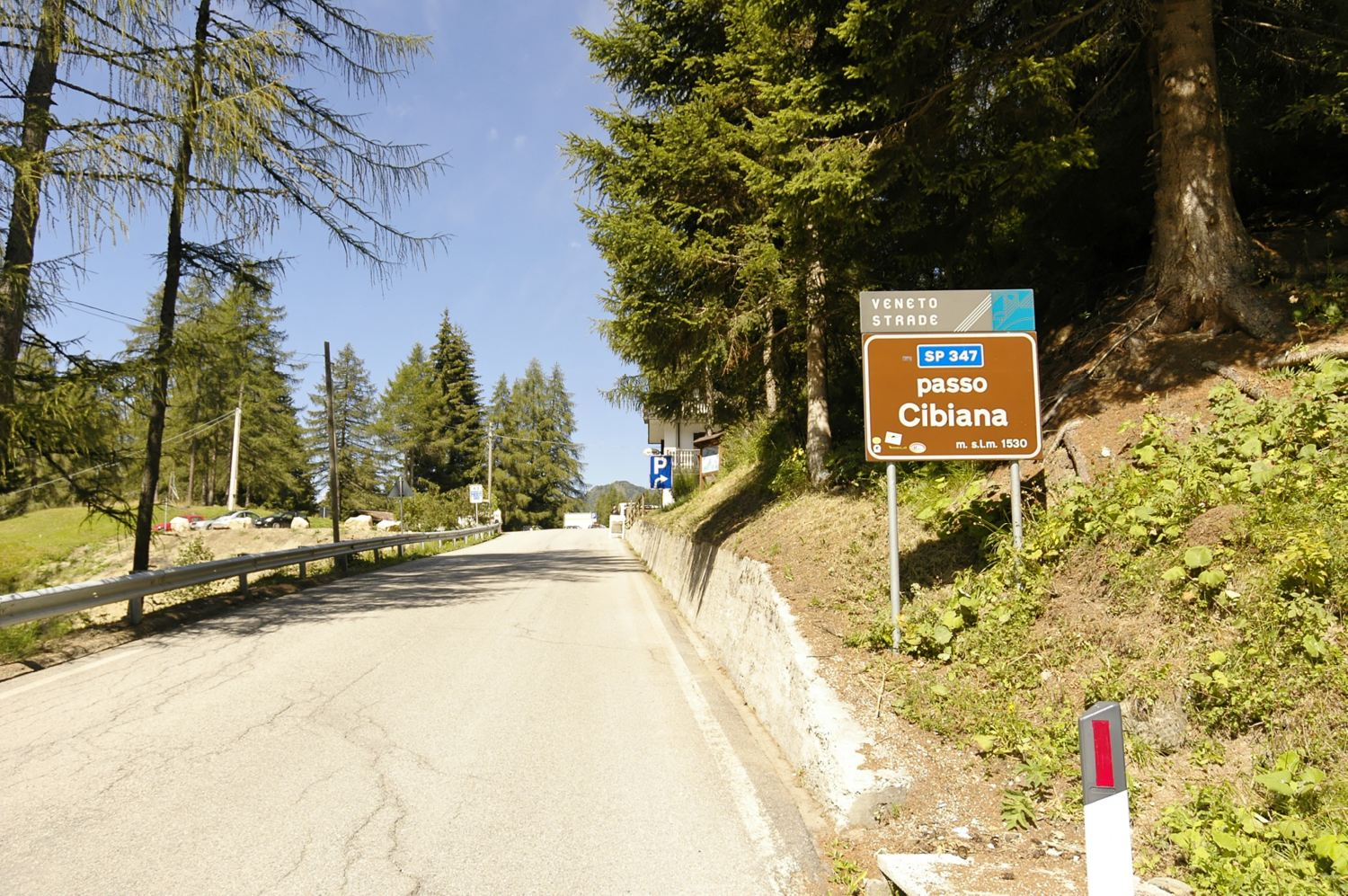
Passo Cibiana

La SOIUSA vede il Gruppo del Bosconero come un gruppo alpino e vi attribuisce la seguente classificazione:
- Grande parte = Alpi Orientali
- Grande settore = Alpi Sud-orientali
- Sezione = Dolomiti
- Sottosezione = Dolomiti di Zoldo
- Supergruppo = Dolomiti Settentrionali di Zoldo
- Gruppo = Gruppo del Bosconero
- Codice = II/C-31.II-A.2

## Delimitazioni
È delimitato dalla bassa Val Zoldana, dalle valli del Cervegana e del Rite (Passo Cibiana) e dalla Valle del Piave (tra Ospitale di Cadore e Longarone).
Nel suo lato meridionale si apre la selvaggia Val Tovanella, oggi riserva naturale, dove sorge il Bivacco Casera Campestrin (1649 m).
Si tratta di un gruppo molto articolato, di forma quasi triangolare, i cui vertici sono costituiti dalla Cima dell’Albero (Van de la Serra) a sud, dal Castelaz e dallo Spiz di San Piero a ovest e dal Sass de Mezdì a nord-est. Le cime più conosciute e frequentate sono il Sassolungo di Cibiana (2413 m), gli “Sfornioi”, il Sasso di Bosconero (2468 m), il Sasso di Toanella (2430 m), le Rocchette e lo Spiz di Vant de la Serra (2145 m).
Dal punto di vista geologico, è composto da rocce formate da dolomia con marne e calcari di diverse colorazioni.

## Suddivisione
La SOIUSA suddivide il gruppo del Bosconero in due sottogruppi:
- Sottogruppo Sfornioi-Sassolungo di Cibiana (a)
  - Dorsale Pala Anziana-Spiz de San Pietro (a/a)
  - Nodo degli Sfornioi (a/b)
  - Dorsale del Sassolungo di Cibiana (a/c)
- Sottogruppo Bosconero-Rocchette (b)
  - Nodo del Sasso di Bosconero (b/a)
  - Nodo del Sasso di Toanella (b/b)
  - Dorsale delle Rocchette del Bosconero (b/c)
  - Dorsale delle Rocchette de la Serra (b/d)

## Vette
Le montagne principali del gruppo sono:
- Sasso di Bosconero - 2.468 m
- Sasso di Toanella - 2.430 m
- Sfornioi di Mezzo - 2.425 m
- Sassolungo di Cibiana - 2.413 m
- Sfornoi Nord - 2.410 m
- Sfornoi Sud - 2.409 m
- Rocchetta Alta di Bosconero - 2.400 m
- Torre Campestrin - 2.241 m

## Alpinismo
Dopo la conquista delle crode nella seconda metà del XIX secolo (ab antiquo il Sassolungo e poi da Lothar Patera nel 1900, nel 1878 da Gottfried Merzbacher il Sasso di Bosconero, nel 1893 da Jeanne Immink il Sasso di Toanella e sempre la stessa nello stesso anno la Rocchetta Alta) bisogna attendere gli anni sessanta del XX secolo prima di una considerevole conquista alpinistica delle alte e impervie pareti del gruppo.
A tutt’oggi le vie più remunerative e più conosciute sono:

### Sassolungo di Cibiana
- La via normale sale per cenge e scaglioni per il versante occidentale con difficoltà di I e II UIAA, dalla forcella Bella Alta.

- La sua imponente parete nord è stata salita più volte, compresa un’ascensione di Severino Casara nel 1925, tutte ascensioni di IV e IV+ UIAA.

### Sfornioi
Si tratta di tre cuspidi indipendenti (Sfornioi Nord 2410 m, Sfornioi di Mezzo 2425 m, Sfornioi Sud 2409 m) di cui la nord e la centrale molto frequentate.
- Le vie normali alle prime due cime hanno una difficoltà di I e II UIAA e un percorso comune molto vario. La via normale alla cima sud richiede un giro molto lungo per la cresta sud da forcella del Matt, sempre con difficoltà di I e II UIAA.
- Molto remunerativo è il raggiungimento della Forcella Dantre Sfornioi per il Viaz del Fonch, con passi di I e II su roccia e lunghe cenge.
- La parete est dello Sfornioi di Mezzo è percorsa dalla via Bonetti-Lazzarin (IV, V e V+, 500 m), dalla Sommavilla-Angelini per il gran diedro (IV, 500 m) e dalla Dorotei-Gianeselli-Sovilla (V e A1, 500 m).

### Sasso di Toanella
- La via normale è una piacevole ascensione di I e II UIAA per la parete est ma non è la via dei primi salitori che attaccarono il primo canalone sopra la Forcella de la Toanella.
- La diretta ovest del 1964 di Pinelli-del Campo, sale per un avancorpo e poi per strapiombi con difficoltà di V e A1 per 400 m.
- La via degli scoiattoli è una delle più difficili del gruppo con difficoltà continue di VI e VI+. Trattasi di una via non totalmente indipendente che raddrizza l’itinerario classico della parete nord (salita in due riprese ne 1968 da Pompanin-Da Pozzo-Valleferro e Lorenzi). Sale molto in prossimità dello spigolo nordovest per tetti e strapiombi. Arrampicata mista libera e artificiale.
- La Da Damos-Sommavilla è una delle classiche vie del gruppo che sale con logica la parete nord del sasso partendo dal lungo camino dell’avancorpo. Ha difficoltà di V e VI UIAA.
- La fessura est è una salita simile alla Preuss della Cima Piccolissima di Lavaredo che con difficoltà di IV e V sale la profonda fessura prossima allo spigolo nord-est del Sasso con un’altezza di 250 m.

### Rocchetta Alta di Bosconero
- Diversi itinerari relativamente facili salgono alla cima di questa poderosa montagna ben slanciata sopra Forno di Zoldo e la Valle del Maè. Il più usato, soprattutto in discesa, sale per gli scaglioni del versante orientale, dalla forcella col Sasso di Toanella con difficoltà di I e II UIAA.
- Tra le numerosissime vie di questa cima importante c’è quella che sale lo sperone ovest con difficoltà di IV e V per 650 m di Dolfi-Vircogna nel 1962.
- Importanza a sé stante ha il pilastro nord di questa montagna, che la fa rassomigliare a una gigantesca ascia e che è percorso da alcuni itinerari che sono divenuti delle classiche estreme:
- Lo spigolo Strobel è la più famosa via della Rocchetta, una delle più famose vie delle Dolomiti per la sua eleganza ed estrema difficoltà. Dedicato ad Abino Michielli “Strobel” da Menardi-Lorenzi Sergio e Lorenzo-Da Pozzo-Zardini che lo salirono nel 1964. Non si tratta, nonostante il nome, di un vero e proprio spigolo, in quanto si mantiene sempre a destra del ciglio occidentale della parete nord e lo raggiunge solo in due punti. Lo si assume come tale perché la via comunque rimane molto vicina al suddetto. Le difficoltà sono sostenute in libera e artificiale fino al VI, VI+ UIAA in libera e A2 nel tratto più duro di artificiale per 650 m.
- La via Martini-Leoni-Tranquillini del 1978 sale immediatamente a sinistra dello spigolo nord-ovest e lo percorre per un buon tratto lungo il suo filo. È una via estrema e una delle più difficili del gruppo. Le difficoltà sono continue ed elevate nel tratto centrale della via e sono di arrampicata mista di VI e A3 UIAA.
- La via delle Grole aperta nel 1965 da Navasa-Dal Bosco e Baschera è divenuta ormai una grande classica estrema delle Dolomiti. Essa sale la concavità della parete nord per un sistema di diedri e fessure, sempre seguendo un naturale percorso con difficoltà molto elevate che non cedono un istante, per uno sviluppo di 750 m e VI continuo con un passo in A1 in traversata sotto un tetto.
- La via dei polacchi, aperta da Mirga-Zurek nel 1977, segue fessure a destra della via Navasa sopracitata con difficoltà analoghe.
- La via KCF, percorsa per la prima volta da Braumann e Vehse nel 1970 e considerata una delle grandi vie delle Dolomiti, segue con dirittura quasi rettilinea una serie di diedri a sinistra della via Navasa che interseca circa a metà e poi vi si getta nella parte superiore. Presenta difficoltà di VII- e A1 UIAA con un’altezza di 600 m.
- La via delle Guide percorre delle crepe nel lato sinistro della parete nord, è la via più corta del pilastro nord ma una delle più ardue del gruppo, percorsa in arrampicata libera. È anche l’ultima via della parete nord del pilastro aperta da Soro Dorotei e Lio de Nes nel 1982. Le difficoltà, per un’altezza di 300 m fino allo spigolo nord-est, sono molto continue di VI e passi di VI+ UIAA.
- Lo spigolo nord-est percorso nel 1963 dalla cordata Sommavilla-Angelini Andrea e Corrado è una classica salita del massiccio con difficoltà contenute di IV e due passi di V- per 400 m fino alla sommità del pilastro nord.

### Rocchetta Bassa
Questa cima, seppur d’importanza secondaria, è alpinisticamente autonoma per i viàz che percorrono il lato meridionale e altri (pochi) itinerari esplorativi con alcuni passaggi in roccia di IV.
- La via più conosciuta di questa rocchetta è la Angelini-Sperti del 1924, che percorre il gran canalone della parete nord con passi di IV, IV+ e 400 m di sviluppo.

Molti altri itinerari alpinistici sono poi presenti anche sui rilievi minori del gruppo. Questo massiccio ha le caratteristiche delle montagne bellunesi: ampi dislivelli in ristretti margini di spazio, profonde forre e canaloni, la forma a triangolo del gruppo che si chiude ad anello attorno al Rifugio Bosconero. Questa conformazione particolare fa sì che nel massiccio ci siano alcuni bei viàz da percorrere, alcuni con difficoltà alpinistiche.

## Idrografia
Ai piedi di questo massiccio nasce il Rio Valbona, un corso d’acqua torrentizio affluente del Piave.